# Maximum Risk
Maximum Risk is een Amerikaanse actiefilm onder leiding van Ringo Lam. de hoofdrollen worden vertolkt door Jean-Claude Van Damme en Natasha Henstridge. Dit was de eerste samenwerking tussen Van Damme en Lam. Later werkten ze nog tweemaal samen.

## Verhaal
Alain Moreaus (Jean Claude Van Damme) onderzoek naar de dood van zijn identieke tweelingbroer, voert hem via het rustige zuiden van Frankrijk naar de drukke straten van New York en regelrecht in de armen van de sexy vriendin (Natasha Henstridge) van zijn broer. Achtervolgd door de meedogenloze Russische maffia en afvallige FBI-agenten, moet het duo een race tegen de klok inzetten, om de moord op Alains broer op te lossen en een internationale samenzwering bloot te leggen.

## Rolverdeling
| Acteur                | Personage                      |
| --------------------- | ------------------------------ |
| Jean Claude Van Damme | Alain Moreau / Mikhail Suverov |
| Natasha Henstridge    | Alex Minetti                   |
| Jean-Hugues Anglade   | Sebastien                      |
| Zach Grenier          | Ivan Dzashokov                 |
| Paul Ben-Victor       | Agent Pellman                  |
| Frank Senger          | Agent Loomis                   |
| David Hemblen         | Dmitri Kirov                   |
| Dan Moran             | Yuri                           |
| Stefanos Miltsakakis  | "Red Face"                     |
| Stéphane Audran       | Chantal Moreau                 |

## Ontvangst
- New York Times: De beste Jean-Claude Van Damme film tot nu toe
- Dvd-release: de erotisch geladen scènes tussen Van Damme en Henstridge, de spectaculaire stunts, de explosieve acties en het geweldige avontuur maken van Maximum Risk een wereldfilm van het Van Damme-kaliber.
- IMDB: 5/10

## Trivia
- Van Damme en Lam werkten later nog twee keer samen. met Replicant en In hell.